# Keräntöjärvi (meer)
Het Keräntöjärvi, Kärendöjärvi, is een meer in het noorden van Zweden, in de gemeente Gällivare. Het meer van drie bij een halve kilometer ligt ten westen van het gelijknamige dorp.